# ألیكسيس قندوز
ألكسيس قندوز؛ (مواليد 26 يناير 1996) هو لاعب كرة قدم فرنسي جزائري يلعب كحارس مرمى لنادي برسبوليس لكرة القدم في دوري المحترفين الإيراني والمنتخب الجزائري .